# روریک
روریک (اسلاوی کلیسایی: Рюрик؛ زاده ۸۳۰ - درگذشته ۸۷۹) بنیان‌گذار سلسله روریک بود که بر روس کیف (و بعدتر بر دوک‌نشین بزرگ مسکو و روسیه تزاری) حکومت می‌کرد. حکومت این سلسله بر روسیه تا قرن هفدهم ادامه داشت.